# Paolo Franzoni
Paolo Franzoni (Livorno, 15 gennaio 1948) è un dirigente sportivo, allenatore di calcio ed ex calciatore italiano, di ruolo attaccante.

## Carriera

### Giocatore

#### Gli esordi nelle serie minori
Cresciuto nel Solvay, viene acquistato diciassettenne dalla Reggiana, con cui esordisce in Serie B nella stagione 1965-1966. A fine stagione passa al Torino, con cui non riesce a esordire in prima squadra. Nelle annate successive va in prestito in Serie B al Livorno, al Como e al Piacenza, con cui riesce a imporsi come titolare mettendo a segno 5 reti. Ceduto definitivamente agli emiliani, rimane in biancorosso fino all'ottobre 1971, quando viene ceduto al Sorrento, in Serie B. In seguito passa al Brindisi, con il quale eguaglia il proprio record di marcature (5) nella Serie B 1972-1973

#### Lazio

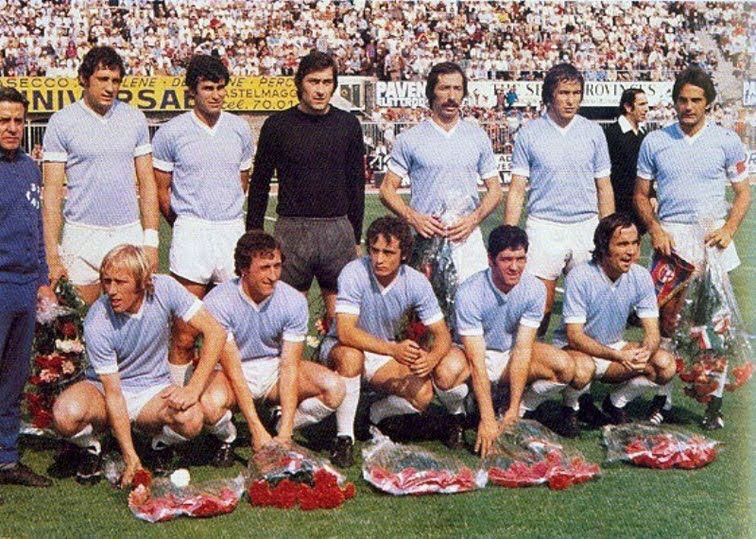
Franzoni (accosciato, secondo da sinistra) nella Lazio campione d'Italia 1973-1974

Nel mercato autunnale del 1973 viene acquistato insieme a Fausto Inselvini dalla Lazio di Tommaso Maestrelli, reduce dal terzo posto nel campionato di Serie A 1972-1973. Esordisce nel massimo campionato nel derby del 9 dicembre 1973 vinto dalla Lazio per 2-1, mettendo a segno la rete del provvisorio 1-1, che sarà anche l'unica di quel campionato, concluso con un totale di 10 presenze e la conquista del primo scudetto della società biancoceleste. Nella stessa annata vince anche il Campionato Under 23, realizzando una delle reti con cui la Lazio sconfigge in finale la Fiorentina.
Rimasto in forza ai campioni d'Italia anche nella Serie A 1974-1975, colleziona altre 10 presenze con 2 reti, le ultime in Serie A.

#### Le esperienze in provincia
Nel 1975 viene ceduto all'Avellino, con cui disputa una stagione di Serie B mettendo a segno 4 reti. In seguito gioca nella Ternana, in Serie B, e di nuovo nel Piacenza, in Serie C. Rientrato a Terni, passa al Frosinone, dove chiude la carriera a soli 31 anni.

### Allenatore e dirigente
Terminata la carriera agonistica, Franzoni ricopre il ruolo di allenatore del Sorrento nel campionato di Serie C2 1981-1982 e della Gioventù Brindisi nella stagione successiva, quando fu sostituito da Pietro Fontana. In seguito siede sulle panchine del Sant'Elena Quartu, dell'Alghero, del Bolzano e del Civitavecchia.
Nella stagione 2010-2011 è dirigente accompagnatore della squadra Juniores della Pro Livorno Sorgenti, allenata da David Balleri. Dall'anno 2017-2018 fa parte della dirigenza del Tau Calcio Altopascio.

## Palmarès

### Giocatore

#### Competizioni giovanili
- Campionato Under 23: 1

Lazio: 1973-1974

#### Competizioni nazionali
- Campionato italiano: 1

Lazio: 1973-1974